# Listă de personaje din universul Star Trek

## Lista personajelor principale din universul Star Trek

### Star Trek: Seria originală
| Actor             | Rol                       | Funcția                                           | Grad                 |
| ----------------- | ------------------------- | ------------------------------------------------- | -------------------- |
| William Shatner   | James T. Kirk             | Ofițer comandant                                  | Căpitan              |
| Leonard Nimoy     | Spock                     | Primul ofițer Ofițer științific                   | Lt. Cmdr / Comandant |
| DeForest Kelley   | Leonard "Bones" McCoy     | Ofițer medical principal                          | Lt. Cmdr             |
| James Doohan      | Montgomery "Scotty" Scott | Inginer Șef Al doilea ofițer                      | Lt. Cmdr             |
| Nichelle Nichols  | Nyota Uhura               | Ofițer Șef Comunicații                            | Locotenent           |
| George Takei      | Hikaru Sulu               | Cârmaci Arme                                      | Locotenent           |
| Walter Koenig     | Pavel Chekov              | Navigator Locotenent Securitate Locotenent Tactic | Aspirant             |
| Grace Lee Whitney | Janice Rand               | Asistent căpitan                                  | Asistent căpitan     |
| Majel Barrett     | Christine Chapel          | Soră medicală principală                          | Locotenent           |

### Star Trek: Seria animată
- Arex și Montgomery Scott - voce: James Doohan
- Chapel și M'Ress - voce: Majel Barrett
- James T. Kirk - voce: William Shatner
- Leonard McCoy - voce: DeForest Kelley
- Spock - voce: Leonard Nimoy
- Hikaru Sulu - voce: George Takei
- Uhura - voce: Nichelle Nichols

### Star Trek: Generația următoare
| Imagine | Personaj                 | Rang                                                     | Actor           | Poziție                          |
| ------- | ------------------------ | -------------------------------------------------------- | --------------- | -------------------------------- |
|         | Jean-Luc Picard          | Căpitan                                                  | Patrick Stewart | Ofițer comandant                 |
|         | William Thomas Riker     | Comandor                                                 | Jonathan Frakes | Prim Ofițer                      |
|         | Data                     | Lt.Comandant                                             | Brent Spiner    | Ofițer secund                    |
|         | Deanna Troi              | Lt.Comandor (1-6) Comandor (7)                           | Marina Sirtis   | Consilierul navei                |
|         | Geordi La Forge          | Lt. (Grad Junior) (1) Locotenent (2) Lt. Comandant (3-7) | LeVar Burton    | Inginer-șef                      |
|         | Worf                     | Lt. (Grad Junior) (1-2) Locotenent (3-7)                 | Michael Dorn    | Șeful securității/Ofițer tactic  |
|         | Doctor Beverly Crusher   | Comandant                                                | Gates McFadden  | Ofițer medical principal         |
|         | Doctor Katherine Pulaski | Comandant                                                | Diana Muldaur   | Ofițer medical principal (sez.2) |
|         | Natasha "Tasha" Yar      | Locotenent                                               | Denise Crosby   | Șeful securității (sez.1)        |
|         | Wesley Crusher           | Cadet                                                    | Wil Wheaton     | Fiul lui Dr. Crusher             |

### Star Trek: Deep Space Nine
| Actor            | Personaj | Funcție                                              | Apariție      | Specia personajului | Rang                                                           |
| ---------------- | --- | ---------------------------------------------------- | ------------- | ------------------- | -------------------------------------------------------------- |
| Avery Brooks     | Benjamin Sisko | Ofițer comandant                                     | Sezoanele 1–7 | Om                  | Comandor (Sezoanele 1–3) Căpitan (Sezoanele 3–7)               |
| Avery Brooks     | Benjamin Sisko este ofițerul Flotei Stelare aflat în funcția de comandant al stației Deep Space Nine.                                                                                          |                                                      |               |                     |                                                                |
| Nana Visitor     | Kira Nerys | Secund                                               | Sezoanele 1–7 | Bajorană            | Maior (Sezoanele 1–6) Colonel (Sezonul 7)                      |
| Nana Visitor     | Kira Nerys este un ofițer de miliție bajoran, fostă luptătoare de gherilă în timpul ocupației cardassiene a Bajorului, și, în calitate de ofițer de legătură al stație, secundul lui Sisko.    |                                                      |               |                     |                                                                |
| Rene Auberjonois | Odo | Șeful securității                                    | Sezoanele 1–7 | Polimorf            | Chestor (neoficial)                                            |
| Rene Auberjonois | Chestorul Odo este incoruptibilul șef al securității de pe stație. El este un polimorf, capabil să ia orice formă dorește, dar apare de obicei sub forma unui bărbat umanoid adult.            |                                                      |               |                     |                                                                |
| Alexander Siddig | Julian Bashir | Ofițer medical principal                             | Sezoanele 1–7 | Om                  | Locotenent junior (Sezoanele 1–3) Locotenent (Sezoanele 4–7)   |
| Alexander Siddig | Julian Bashir este ofițerul medical principal al stație. |                                                      |               |                     |                                                                |
| Terry Farrell    | Jadzia Dax | Ofițer științific principal                          | Sezoanele 1–6 | Trill               | Locotenent (Sezoanele 1–3) Locotenent comandor (Sezoanele 4–6) |
| Terry Farrell    | Jadzia Dax este ofițerul științific al stației și aparține speciei Trill. |                                                      |               |                     |                                                                |
| Nicole de Boer   | Ezri Dax | Consilier                                            | Sezonul 7     | Trill               | Sublocotenent (Sezoanele 7) Locotenent junior (Sezonul 7)      |
| Nicole de Boer   | Personajul Ezri Dax a fost adăugat după brusca plecare a lui Terry Farrell. |                                                      |               |                     |                                                                |
| Michael Dorn     | Worf | Ofițer de Operațiuni Strategice Secund - USS Defiant | Sezoanele 4–7 | Klingonian          | Locotenent comandor                                            |
| Michael Dorn     | Al patrulea sezon a marcat venirea lui Michael Dorn, care încheiase recent cei șapte ani de Star Trek: Generația următoare în rolul klingonianului Worf, pentru a stimula creșterea audienței. |                                                      |               |                     |                                                                |
| Colm Meaney      | Miles O'Brien | Ofițer șef operațiuni                                | Sezoanele 1–7 | Om                  | Maistru principal                                              |
| Colm Meaney      | Miles O'Brien este șeful operațiunilor pe stație și se ocupă de menținerea ei în cea mai bună stare de funcționare.                                                                            |                                                      |               |                     |                                                                |
| Cirroc Lofton    | Jake Sisko | Student (Sezoanele 1–5) Jurnalist (Sezoanele 5–7)    | Sezoanele 1–7 | Om                  | Civil                                                          |
| Cirroc Lofton    | Jake este fiul lui Benjamin Sisko. |                                                      |               |                     |                                                                |
| Armin Shimerman  | Quark | Proprietar al barului                                | Sezoanele 1–7 | Ferengi             | Civil                                                          |
| Armin Shimerman  | Quark este ferengi și proprietarul unui bar. |                                                      |               |                     |                                                                |

### Star Trek: Voyager
| Actor                 | Personaj | Funcție                           | Afiliere                         | Apariții                     | Specie                 | Rang                                                                      |
| --------------------- | --- | --------------------------------- | -------------------------------- | ---------------------------- | ---------------------- | ------------------------------------------------------------------------- |
| Kate Mulgrew          | Kathryn Janeway | Căpitan                           | Flota Stelară                    | Sezoanele 1–7                | Om                     | Căpitan                                                                   |
| Kate Mulgrew          | Căpitanul Janeway preia comanda navei USS Voyager, aparținând clasei Intrepid, în anul 2371. |                                   |                                  |                              |                        |                                                                           |
| Robert Beltran        | Chakotay | Secund                            | Maquis/Flota Stelară             | Sezoanele 1–7                | Om                     | Comandor (Flota Stelară/provizoriu)                                       |
| Robert Beltran        | Inițial, Chakotay este căpitanul unei nave Maquis, ce se ascunde în regiunea Badlands. |                                   |                                  |                              |                        |                                                                           |
| Tim Russ              | Tuvok | Ofițer tactic/securitate          | Maquis (acoperire)/Flota Stelară | Sezoanele 1–7                | Vulcanian              | Locotenent Locotenent comandor                                            |
| Tim Russ              | Tuvok este un ofițer vulcanian al Flotei Stelare, care a făcut parte din echipajul navei USS Voyager în perioada cât aceasta s-a aflat în cvadrantul Delta.                                                                                             |                                   |                                  |                              |                        |                                                                           |
| Robert Duncan McNeill | Tom Paris | Navigator/Medic                   | Maquis (fost)/Flota Stelară      | Sezoanele 1–7                | Om                     | Locotenent Sublocotenent Locotenent junior                                |
| Robert Duncan McNeill | Thomas Eugene Paris este un ofițer uman al Flotei Stelare care a deținut timp de șapte ani funcția de navigator al navei Federației USS Voyager. |                                   |                                  |                              |                        |                                                                           |
| Roxann Dawson         | B'Elanna Torres | Inginer șef                       | Cadet al Flotei Stelare/Maquis   | Sezoanele 1–7                | Hibrid uman/klingonian | Locotenent junior (provizoriu)                                            |
| Roxann Dawson         | B'Elanna Torres este pe jumătate klingoniană și pe jumătate umană. |                                   |                                  |                              |                        |                                                                           |
| Garrett Wang          | Harry Kim | Ofițer operațiuni                 | Flota Stelară                    | Sezoanele 1–7                | Om                     | Sublocotenent                                                             |
| Garrett Wang          | Sublocotenentul Harry Kim este un ofițer uman al Flotei Stelare. El deține funcția de ofițer de operațiuni la bordul navei USS Voyager. |                                   |                                  |                              |                        |                                                                           |
| Robert Picardo        | Doctorul | Ofițer medical principal          | Flota Stelară                    | Sezoanele 1–7                | Hologramă umană        | Ofițer medical principal Căpitan interimar (Hologramă de comandă urgentă) |
| Robert Picardo        | „Doctorul” este holograma medicală de urgență (HMU) a navei USS Voyager și ofițerul medical principal pe parcursul călătoriei de șapte ani prin cvadrantul Delta.                                                                                       |                                   |                                  |                              |                        |                                                                           |
| Ethan Phillips        | Neelix | Bucătar Ofițer de moral Ambasador | Niciuna                          | Sezoanele 1–7                | Talaxian               | Ofițer de moral, Ambasador (Înalt diplomat)                               |
| Ethan Phillips        | Neelix este un Talaxian care se alătură echipajului navei USS Voyager, funcționând ca bucătar șef, ofițer responsabil cu moralul, ambasador, navigator și deținător al multor altor funcții temporare.                                                  |                                   |                                  |                              |                        |                                                                           |
| Jennifer Lien         | Kes | Soră medicală Botanist            | Niciuna                          | Sezoanele 1–3 (4+6 frecvent) | Ocampa                 | Soră medicală                                                             |
| Jennifer Lien         | Kes este o femeie Ocampa care se alătură echipajului navei USS Voyager după ce aceasta este catapultată în cvadrantul Delta de către Îngrijitor. |                                   |                                  |                              |                        |                                                                           |
| Jeri Ryan             | Seven of Nine (Annika Hansen) | Laborant astrometrică             | Borg (ex)                        | Sezoanele 4–7                | Om (Borg dezasimilat)  | Ofițer astrometrică                                                       |
| Jeri Ryan             | Seven of Nine (denumirea Borg completă: Seven of Nine, Adjunct terțiar al Unimatricei 01) este o femeie umană, fostă dronă Borg. Născută Annika Hansen la data stelară 25479 (anul 2350), ea este fiica excentricilor exobiologi Magnus și Erin Hansen. |                                   |                                  |                              |                        |                                                                           |

### Star Trek: Enterprise
| Actor              | Personaj | Funcție                    | Afiliere                                                                                  | Apariții      | Specie     | Rang                                                   |
| ------------------ | --- | -------------------------- | ----------------------------------------------------------------------------------------- | ------------- | ---------- | ------------------------------------------------------ |
| Scott Bakula       | Jonathan Archer | Ofițer comandant           | Flota Stelară                                                                             | Sezoanele 1–4 | Om         | Căpitan                                                |
| Scott Bakula       | Căpitanul primei nave stelare pământene capabilă să atingă viteza de warp 5, numită Enterprise.                                                                     |                            |                                                                                           |               |            |                                                        |
| Jolene Blalock     | T'Pol | Secund                     | Înaltul Comandament Vulcanian (Sezoanele 1-2) Civil (Sezonul 3) Flota Stelară (sezonul 4) | Sezoanele 1–4 | Vulcaniană | Subcomandant (Sezoanele 1–2) Comandant (Sezoanele 3-4) |
| Jolene Blalock     | Ofțiter științific și secund pe nava Enterprise, trimisă inițial de Înaltul Comandament Vulcanian pentru a-i supraveghea pe oameni.                                 |                            |                                                                                           |               |            |                                                        |
| Connor Trinneer    | Charles "Trip" Tucker III | Inginer șef                | Flota Stelară                                                                             | Sezoanele 1–4 | Om         | Comandant                                              |
| Connor Trinneer    | Trip este inginerul șef al navei Enterprise și vechi prieten al căpitanului Archer.                                                                                 |                            |                                                                                           |               |            |                                                        |
| Dominic Keating    | Malcolm Reed | Ofițer tactic / securitate | Flota Stelară                                                                             | Sezoanele 1–4 | Om         | Locotenent                                             |
| Dominic Keating    | Reed este ofițerul tactic al navei Enterprise, fiind, de asemenea, responsabil cu securitatea.                                                                      |                            |                                                                                           |               |            |                                                        |
| Linda Park         | Hoshi Sato | Ofițer comunicații         | Flota Stelară                                                                             | Sezoanele 1–4 | Om         | Sublocotenent                                          |
| Linda Park         | Sato este ofițerul de comunicații al navei și un geniu în lingvistică.                                                                                              |                            |                                                                                           |               |            |                                                        |
| Anthony Montgomery | Travis Mayweather | Navigator                  | Flota Stelară                                                                             | Sezoanele 1–4 | Om         | Sublocotenent                                          |
| Anthony Montgomery | Un „copil al spațiului”, navigatorul Travis Mayweather este unic pe nava Enterprise deoarece este născut în spațiu.                                                 |                            |                                                                                           |               |            |                                                        |
| John Billingsley   | Dr. Phlox | Ofițer medical principal   | Schimb de experiență                                                                      | Sezoanele 1–4 | Denobulan  | Ofițer medical principal                               |
| John Billingsley   | Un membru Denobulan al Programului de Schimburi Medicale între Specii, Phlox este chemat la bordul navei Enterprise pentru a-l îngriji pe pasagerul lor Klingonian. |                            |                                                                                           |               |            |                                                        |

## Lista personajelor secundare din universul Star Trek

### Star Trek: Generația următoare
| Actor            | Rol                                                                              | Apariții             |
| ---------------- | -------------------------------------------------------------------------------- | -------------------- |
| Brian Bonsall    | Alexander Rozhenko, fiul lui Worf                                                | Sezoanele 4–7        |
| Brent Spiner     | Lore, fratele lui Data                                                           | Sezoanele 1,4,6 și 7 |
| Patti Yasutake   | Sora medicală Alyssa Ogawa                                                       | Sezoanele 3–7        |
| Whoopi Goldberg  | Guinan, barmaniță pe USS Enterprise-D, face parte din misterioasa rasă El Aurian | Sezoanele 2–6        |
| Rosalind Chao    | Keiko O'Brien, soția lui Miles O'Brien                                           | Sezoanele 4–6        |
| Tony Todd        | Kurn, fratele lui Worf                                                           | Sezoanele 3–7        |
| Majel Barrett    | - Lwaxana Troi, mama lui Deanna Troi - Vocea computerului de pe nava Enterprise  | Sezoanele 1–7        |
| Daniel Davis     | Profesorul Moriarty, un personaj cu sentimente creat de holopunte                | Sezoanele 2 și 6     |
| John de Lancie   | Q, membru al omnipotentului Q Continuum                                          | Sezoanele 1–4 și 6–7 |
| Dwight Schultz   | Locotenent Reginald Barclay, inginer                                             | Sezoanele 3–7        |
| Michelle Forbes  | Pilot/Locotenent Ro Laren, ofițer cârmaci                                        | Sezoanele 5–7        |
| Denise Crosby    | Sela, pe jumătate Romulană, fiica lui Tasha Yar                                  | Sezoanele 4 și 5     |
| Eric Menyuk      | The Traveler                                                                     | Sezoanele 1, 4, 7    |
| Mark Lenard      | Ambasador Sarek, tatăl Vulcanian al lui Spock                                    | Sezoanele 3, 5       |
| Colm Meaney      | Miles Edward O'Brien, ofițer navigație și mai târziu, șef teleportări            | Sezoanele 1–7        |
| Ashley Judd      | Robin Lefler, specialist misiuni                                                 | Sezonul 5            |
| Jennifer Hetrick | Vash, principala iubită a lui Picard                                             | Sezoanele 3, 4       |
| Leonard Nimoy    | Spock                                                                            | Sezonul 5            |

### Star Trek: Voyager
| Personaje secundare | |                                |                                     |                  |                                 |                            |
| Actor               | Personaj | Funcție                        | Afiliere                            | Apariții         | Specie                          | Rang                       |
| Josh Clark          | Joe Carey | Asistent al inginerului șef    | Flota Stelară                       | Sezoanele 1–7    | Om                              | Locotenent                 |
| Josh Clark          | Carey este inginer la bordul navei USS Voyager, sub comanda B'Elannei Torres. În 2371, Carey a fost pentru scurt timp numit inginer șef interimar, după ce ofițerul care deținea această funcție murise în timpul traversării violente în cvadrantul Delta. Deși dezamăgit atunci când căpitanul Janeway a numit-o pe Torres în funcția de inginer șef, el recunoaște în cele din urmă abilitățile superioare ale acesteia.                                                                         |                                |                                     |                  |                                 |                            |
| Nancy Hower         | Samantha Wildman | Ofițer științific              | Flota Stelară                       | Sezoanele 1–7    | Om                              | Sublocotenent              |
| Nancy Hower         | Ofițer științific, căsătorită cu un Ktarian pe nume Greskrendtregk. Atunci când s-a alăturat echipajului navei USS Voyager, Wildman nu știa că era însărcinată cu o fetiță. Ea îi dă naștere lui Naomi în 2372 și îl alege pe Neelix ca naș de botez al fiicei sale. Wildman își continuă îndatoririle de ofițer, crescându-și în același timp fiica. |                                |                                     |                  |                                 |                            |
| Alexander Enberg    | Vorik | Inginer                        | Flota Stelară                       | Sezoanele 1–7    | Vulcanian                       | Sublocotenent              |
| Alexander Enberg    | Inginer al Flotei Stelare la bordul navei USS Voyager, Vorik este unul dintre cei doi vulcanieni care au supraviețuit sosirii devastatoare în cvadrantul Delta. În cadrul echipajului amestecat de pe Voyager, expertiza inginerească a lui Vorik este surclasată doar de inginerul șef B'Elanna Torres și de lt. Joe Carey. |                                |                                     |                  |                                 |                            |
| Manu Intiraymi      | Icheb | Asistent laborant astrometrică | Borg (ex) Flota Stelară             | Sezoanele 6–7    | Brunali (Borg dezasimilat)      | Cadet                      |
| Manu Intiraymi      | Un membru al speciei Brunali, asimilat de către Borg, și apoi adoptat de echipajul navei USS Voyager, după ce este abandonat de colectiv. |                                |                                     |                  |                                 |                            |
| Scarlett Pomers     | Naomi Wildman | Niciuna                        | Niciuna                             | Sezoanele 2–7    | Hibrid uman/ktarian             | Civil                      |
| Scarlett Pomers     | Fiica pe jumătate umană și pe jumătate ktariană a Samanthei Wildman, primul copil născut la bordul navei USS Voyager după sosirea în cvadrantul Delta. Ea este fina lui Neelix și leagă o relație de prietenie cu Seven of Nine. |                                |                                     |                  |                                 |                            |
| Martha Hackett      | Seska | Ofițer științific Inginer      | Maquis (acoperire) Ordinul Obsidian | Sezoanele 1–3, 7 | Bajorană (deghizare) Cardasiană | Sublocotenent (provizoriu) |
| Martha Hackett      | Născută ca membră a speciei cardasiene, această agentă a Ordinului Obsidian și-a schimbat înfățișarea pentru a arăta ca o bajorană și a se infiltra în celula Maquis condusă de fostul ofițer al Flotei Stelare, Chakotay. O bună prietenă a B'Elannei Torres, ea s-a alăturat grupării conduse de Chakotay și a devenit amanta acestuia. Ajunsă în cvadrantul Delta, Seska își trădează camarazii atunci când se aliază cu kazonii, complotând împreună cu aceștia să preia comanda navei Voyager. |                                |                                     |                  |                                 |                            |
| Brad Dourif         | Lon Suder | Inginer                        | Maquis                              | Sezoanele 2–3    | Betazoid                        | Sublocotenent (provizoriu) |
| Brad Dourif         | Luptător în gruparea Maquis, inginerul betazoid cu tendințe ucigașe se alătură echipajului de pe nava USS Voyager în 2371. El este ajutat de către Tuvok să-și stăpânească pornirile antisociale, dându-și în cele din urmă viața pentru a-și salva camarazii. |                                |                                     |                  |                                 |                            |
| Raphael Sbarge      | Michael Jonas | Inginer                        | Maquis                              | Sezoanele 1–3    | Om                              | Sublocotenent (provizoriu) |
| Raphael Sbarge      | Membru al echipajului Maquis care se alătură celor de pe nava USS Voyager în 2371. El se dovedește a fi un colaborator al trădătoarei Seska, fiind sursa unor scurgeri de informații către kazoni. |                                |                                     |                  |                                 |                            |

- Reginald Barclay